# Alexij (Polikarpov)
Alexij (světským jménem: Anatolij Stěpanovič Polikarpov; * 11. února 1948 Pervouralsk) je ruský duchovní Ruské pravoslavné církve, biskup solněčnogorský a vikář patriarchy moskevského a celé Rusi.

## Život
Narodil se 11. února 1948 v Pervouralsku.
Po dokončení střední školy roku 1966 začal pracovat jako elektrikář v "Novotrubnom zavodě" v Pervouralsku.
Od roku 1960 sloužil jako hypodiakon arcibiskupa sverdlovského a kurganského Klimenta (Peresťuka) v katedrálním chrámu svatého Jana Předchůdce ve Sverdlovsku.
V letech 1969–1972 studoval na Moskevském duchovním semináři a poté do roku 1976 na Moskevské duchovní akademii.
V září 1969 byl přijat jako poslušnik Trojicko-sergijevské lávry. Dne 18. března 1971 byl postřižen na monacha se jménem Alexij na počest svatého Alexije Kyjevského. Dne 19. dubna stejného roku byl arcibiskupem Sergijem (Golubcovem) rukopoložen na hierodiakona a 19. července 1973 biskupem podolským Serapionem (Fadějevem) na jeromonacha.
Po dokončení studia na Moskevské duchovní akademii se stal asistentem duchovního lávry archimandrity Kirilla (Pavlova). Roku 1981 byl na Velikonoce povýšen na igumena.
Dne 10. května 1992 byl patriarchou moskevským Alexijem II. ustanoven představeným monastýru Danilov v Moskvě. Dne 24. května byl v chrámu Zesnutí přesvaté Bohorodice povýšen na archimandritu.
Dne 31. března 1999 se stal členem Synodní komise pro kanonizaci svatých.
Dne 30. května 2019 byl Svatým synodem zvolen biskupem solněčnogorským a vikářem patriarchy moskevského a celé Rusi. Dne 13. června byl v chrámu Krista Spasitele oficiálně jmenován biskupem a 16. června proběhla v Trojicko-sergijevské lávře jeho biskupská chirotonie. Světiteli byli patriarcha moskevský Kirill, metropolita kyjevský a celé Ukrajiny Onufrij (Berezovskyj), metropolita stavropolský a něvinnomysský Kirill (Pokrovskij), arcibiskup verejský Amvrosij (Jermakov), biskup sergijevo-posadský Paramon (Holubka), biskup pavlovo-posadský Foma (Mosolov) a biskup klinský Stěfan (Privalov).
Dne 26. prosince 2019 byl Svatým synodem ustanoven sekretářem Vyššího celocírkevního soudu.